# 迪維德 (伊利諾伊州)
迪維德（英語：Divide）是位於美國伊利諾伊州傑佛遜縣的一個非建制地區。該地的面積和人口皆未知。

## 地理
迪維德的座標為38°26′49″N 88°49′47″W / 38.44694°N 88.82972°W，而該地的平均海拔高度為165米（即541英尺）。